# Benjamin Edelman
Benjamin Edelman (* 15. August 1975 in Kopenhagen) ist ein ehemaliger dänischer Basketballspieler.

## Werdegang
Edelman, ein 1,86 Meter großer Aufbauspieler, war dänischer Jugendnationalspieler, später auch Mitglied der Herrennationalmannschaft, für die er zehn Länderspiele bestritt.
Er spielte auf Vereinsebene in seinem Heimatland bis 1996 für BMS, dann von 1996 bis 2001 für Stevnsgade Basketball. Zur Saison 2001/02 ging er ins Ausland, Edelman stand beim deutschen Zweitligisten Ratiopharm Ulm unter Vertrag und war mit einem Durchschnitt von 3,2 Vorlagen je Begegnung zweitbester Korbvorbereiter der Mannschaft.